# Armoiries de la Barbade
Les armoiries de la Barbade ont été adoptées le 14 février 1966, par un décret royal de la reine Élisabeth II et présenté au président du Sénat de l'époque, Sir Grey Massiah. Comme d'autres anciennes possessions britanniques dans les Caraïbes, les armoiries comportent un casque surmonté d'un symbole national et un écu en dessous soutenu par deux animaux.
Les armoiries ont été conçues par Neville Connell, conservateur du musée de la Barbade pendant de nombreuses années, avec l'aide artistique d'Hilda Ince.

## Composition
La partie centrale du blason dest plus connu sous le nom de blason doré. Il est composé d'un champ d'or dans lequel figurent deux Flamboyants (qui est l'arbre national[réf. souhaitée]) et un Figuier sauvage (qui était un arbre très commun dans l'île au moment où les portugais arrivèrent[réf. souhaitée]).
Le blason est formé d'un champ d'or avec les éléments mentionnés. Il est entouré par deux figures : À gauche, il y a un dauphin, et à droite un pélican.
Le tout est surmonté d'un heaume avec au-dessus un bras tenant deux cannes à sucre. Ces cannes forment une croix. Dans la partie inférieure, on peut voir la devise nationale du pays : « Pride and Industry » (« Fierté et Industrie »).